# Prosopocera glaucina
Prosopocera glaucina là một loài bọ cánh cứng trong họ Cerambycidae.